# Dänische Senioren-Badmintonmeisterschaft
Dänische Meisterschaften der Senioren im Badminton sind seit der Saison 1992/1993 dokumentiert.

## Die Titelträger O35
| Saison    | Herreneinzel                          | Dameneinzel                    | Herrendoppel                                              | Damendoppel                                                                       | Mixed                                                                    |
| --------- | ------------------------------------- | ------------------------------ | --------------------------------------------------------- | --------------------------------------------------------------------------------- | ------------------------------------------------------------------------ |
| 1996 1997 | Per Kyllebæk                          | Lone Hagelskjær Knudsen        | Ole Laustsen Finn Schmidt Jensen                          | Pernille Skjødt Helle Buch                                                        | Helle Buch Finn Schmidt Jensen                                           |
| 1997 1998 | Torben Carlsen                        | Pernille Skjødt                | Michael Sørensen Torben Carlsen                           | Pernille Skjødt Nancy Helledie                                                    | Frank Just Pia Kruse                                                     |
| 1998 1999 | Kim Brodersen                         | Lise Kissmeyer                 | Michael Sørensen Morten Christensen                       | Lone Hagelskjær Knudsen Lisbeth La Cour                                           | Jeanette Andersen Morten Christensen                                     |
| 1999 2000 | Jan Stig Andersen                     | Lone Hagelskjær Knudsen        | Karsten Schultz Keld Søgård Jensen                        | Pernille Skjødt Nancy Helledie                                                    | Mikael Skar Lone Hagelskjær Knudsen                                      |
| 2000 2001 | Jan Stig Andersen                     | Vibeke Poulsen                 | Karsten Schultz Keld Søgård Jensen                        | Vibeke Poulsen Gitte Paulsen                                                      | Julie McDonald Henrik From                                               |
| 2001 2002 | Jesper Andresen                       | Vibeke Poulsen                 | Jesper Andresen Thomas Kirkegaard                         | Charlotte Dew-Hattens Dorte Kjær                                                  | Geert Stryg Charlotte Bornemann                                          |
| 2002 2003 | Thomas Kirkegaard                     | Nina Andersen                  | Thomas Kirkegaard Jesper Andresen                         | Gitte Paulsen Liselotte Bilgrav                                                   | Lars Petersen Lotte Olsen                                                |
| 2003 2004 | Kent Wæde Hansen                      | Nina Andersen                  | Jon Holst-Christensen Peter Busch Jensen                  | Grete Kragekjær Charlotte Dew-Hattens                                             | Lars Pedersen Anne Mette van Dijk                                        |
| 2004 2005 | Jan Stig Andersen                     | Helle Andersen                 | Peter Busch Jensen Jon Holst-Christensen                  | Grete Kragekjær Helle Stærmose                                                    | Jon Holst-Christensen Grete Kragekjær                                    |
| 2005 2006 | Henrik Kryger                         | Helle Andersen                 | Jon Holst-Christensen Peter Busch Jensen                  | Helle Andersen Helle Stærmose                                                     | Jon Holst-Christensen Grete Kragekjær                                    |
| 2007 2008 | Jesper Hansen                         | Helle Andersen                 | Jon Holst-Christensen Peter Busch Jensen                  | Helle Andersen Helene Kirkegaard                                                  | Jon Holst-Christensen Grete Kragekjær                                    |
| 2008 2009 | Carsten Loesch                        | Camilla Schmidt                | Hans Meldgård Anders Jensen                               | Helle Andersen Helene Kirkegaard                                                  | Lars Pedersen Helene Kirkegaard                                          |
| 2009 2010 | Carsten Loesch                        | Pernille Strøm                 | Michael Hansen Simon Vittov                               | Anne Larsen Marianne Simon                                                        | Carsten Loesch Trine Østergaard                                          |
| 2010 2011 | Thomas Nielsen                        | nicht ausgetragen              | Anders Buss Jensen Jacob Christensen                      | Nicola Kragh Riis Kirsten Drachmann                                               | Torben Kulmbak Nicola Kragh Riis                                         |
| 2011 2012 | Bo Rafn                               | nicht ausgetragen              | Mads Ortmann Thomas Iversen                               | Sara Runesten Hansen Rikke Broen                                                  | Lars Pedersen Ann Nielsen                                                |
| 2012 2013 | Morten Eilby Rasmussen                | nicht ausgetragen              | Claus Brixius John Povlsen                                | nicht ausgetragen                                                                 | nicht ausgetragen                                                        |
| 2013 2014 | Morten Eilby Rasmussen                | nicht ausgetragen              | Morten Eilby Rasmussen Frank Johannsen                    | nicht ausgetragen                                                                 | Morten Eilby Rasmussen Kirsten Drachmann                                 |
| 2014 2015 | Andreas Borella                       | Ingrid Marie Holst Olsen       | Andreas Borella Anders Boesen                             | Berit G. Jensen Helle Bøgeholt Kæmpegaard                                         | Tommy Sørensen Lisbeth Haagensen                                         |
| 2015 2016 | Kasper Ødum                           | Pernille Strøm                 | Morten Sikjær Nielsen Lars Klintrup                       | Berit G. Jensen Helle Bøgeholt Kæmpegaard                                         | Kasper Ødum Nadia Harder                                                 |
| 2016 2017 | Casper Lund (GUG)                     | Pernille Strøm (Skovshoved IF) | Anders Boesen (Holte BK) Andreas Borella (Holte BK)       | Pernille Strøm (Holte BK) Kathrine Grandahl Hougaard (Holte BK)                   | Line Haarkjær (Hillerød) Jens Eriksen (Hillerød)                         |
| 2017 2018 | Peter Mikkelsen, Horsens              | Louise Thastrup Kamp (Varde)   | Tommy Sørensen (Triton Aalborg) Jesper Thomsen (Aabenraa) | Louise Thastrup Kamp (Varde) Louise Termansen (Varde)                             | Tommy Sørensen (Triton Aalborg) Gry Uhrenholt Hermansen (Triton Aalborg) |
| 2018 2019 | Lars Christian Termansen (Varde)      | Majken Asmussen (Vanløse)      | Tommy Sørensen (Triton Aalborg) Jesper Thomsen (Aabenraa) | Helle Bøgeholt Kæmpegaard (Silkeborg BK) Berit G. Jensen (Silkeborg BK)           | Tommy Sørensen (Triton Aalborg) Lisbeth Haagensen (Triton Aalborg)       |
| 2019 2021 | nicht ausgetragen                     | nicht ausgetragen              | nicht ausgetragen                                         | nicht ausgetragen                                                                 | nicht ausgetragen                                                        |
| 2021 2022 | Lars Rüsz Kaysen (NBK Amager)         | nicht ausgetragen              | Søren Clausen (Værløse) Niklas Hoff (Værløse)             | nicht ausgetragen                                                                 | nicht ausgetragen                                                        |
| 2022 2023 | Stephan Hjelmdal Nielsen (Skovbakken) | nicht ausgetragen              | Tommy Sørensen (Triton Aalborg) Jesper Thomsen (Aabenraa) | Gry Uhrenholt Hermansen (Triton Aalborg) Helle Bøgeholt Kæmpegaard (Silkeborg BK) | Tommy Sørensen (Triton Aalborg) Gry Uhrenholt Hermansen (Triton Aalborg) |

## Die Titelträger O40
| Saison    | Herreneinzel             | Dameneinzel             | Herrendoppel                                                        | Damendoppel                                                          | Mixed                                                              |
| --------- | ------------------------ | ----------------------- | ------------------------------------------------------------------- | -------------------------------------------------------------------- | ------------------------------------------------------------------ |
| 1992 1993 | Claus Andersen           | Lis Rathsach            | Mogens Neergaard Per Mikkelsen                                      | Hanne Gram Inge Ødum                                                 | nicht ausgetragen                                                  |
| 1993 1994 | Henrik Fahrenholz        | Lis Rathsach            | Lars Chemnitz Gert Hansen                                           | Jette Boyer Helle Guldborg                                           | nicht ausgetragen                                                  |
| 1994 1995 | Claus Andersen           | Lis Rathsach            | Gert Hansen Jesper Helledie                                         | Lis Rathsach Birthe Rathsach                                         | nicht ausgetragen                                                  |
| 1995 1996 | Claus Andersen           | Anne-Lise Pedersen      | Mette Myhre Birthe Rathsach                                         | Jesper Helledie Gert Hansen                                          | Anne-Marie Bagger Morten Fredslund                                 |
| 1996 1997 | Claus Andersen           | Susanne Sørensen        | Claus Andersen Jesper Helledie                                      | Birthe Rathsach Mette Myhre                                          | Susanne Sørensen Jesper Helledie                                   |
| 1997 1998 | Claus Andersen           | Debbie Lynch            | Steen Fladberg Jesper Helledie                                      | Mette Myhre Birthe Rathsach                                          | Jesper Helledie Susanne Sørensen                                   |
| 1998 1999 | Kim Busted               | Debbie Lynch            | Steen Fladberg Jesper Helledie                                      | Ellen Aagaard Birthe Rathsach                                        | Hanne Adsbøl Jesper Helledie                                       |
| 1999 2000 | Claus Andersen           | Debbie Lynch            | Steen Fladberg Jesper Helledie                                      | Ellen Aagaard Pia Kruse                                              | Jesper Helledie Hanne Adsbøl                                       |
| 2000 2001 | Lars Kaack               | Debbie Lynch            | Lars Meincke Jesper Helledie                                        | Ellen Aagaard Pia Kruse                                              | Annette Vollertzen Lars Meincke                                    |
| 2001 2002 | Claus Andersen           | Lone Hagelskjær Knudsen | Steen Fladberg Jesper Helledie                                      | Lone Hagelskjær Knudsen Jeanette Koldsø                              | Frank Just Pia Kruse                                               |
| 2002 2003 | Claus Overbeck           | Lone Hagelskjær Knudsen | Jesper Helledie Steen Fladberg                                      | Hanne Adsbøl Annette Vollertzen                                      | Hanne Adsbøl Jesper Helledie                                       |
| 2003 2004 | Martin Qvist Olesen      | Lone Hagelskjær Knudsen | Morten Christensen Michael Sørensen                                 | Lone Hagelskjær Knudsen Charlotte Bornemann                          | Annette Vollertzen Morten Christensen                              |
| 2004 2005 | Martin Vissing           | Lotte Specht            | Martin Vissing Jan Sølyst                                           | Lise Kissmeyer Annette Bernth                                        | Morten Christensen Jeanette Koldsø                                 |
| 2005 2006 | Jesper Andresen          | Nina Andersen           | Keld Søgård Jensen Karsten Schultz                                  | Grete Kragekjær Karin Fleischer Steffensen                           | Martin Vissing Karin Fleischer Steffensen                          |
| 2007 2008 | Michael Larsen           | Nina Andersen           | Lars Pedersen Jesper Andresen                                       | Grete Kragekjær Karin Steffensen                                     | Lars Pedersen Karin Steffensen                                     |
| 2008 2009 | Michael Larsen           | Helle Andersen          | Keld Søgård Jensen Karsten Schultz                                  | Grete Kragekjær Gitte Andersen                                       | Bo Sørensen Grethe Kragekjær                                       |
| 2009 2010 | Martin Kent              | Helle Stærmose          | Lars Pedersen Jesper Andresen                                       | Dorthe Johnsen Gitte Melsen                                          | Lars Pedersen Helle Andersen                                       |
| 2010 2011 | Henrik kryger            | Mette Ravn              | Kim Sylow Madsen Sonny Sylow Madsen                                 | Anne Birgitte Nielsen Helle Blomsterberg                             | Bo Sørensen Grete Kragekjær                                        |
| 2011 2012 | Thomas Viscovich         | Alice Wolf              | Jon Holst-Christensen Thomas Kirkegaard                             | Anne Larsen Marianne Simon                                           | Bo Sørensen Gitte Andersen                                         |
| 2012 2013 | Carsten Loesch           | Gitte Sommer            | Carsten Loesch Morten Årup                                          | Anne Larsen Marianne Simon                                           | Carsten Loesch Rikke Risager Poulsen                               |
| 2013 2014 | Jimmy Mørch-Sørensen     | Gitte Sommer            | Carsten Loesch Morten Aarup                                         | Gitte Sommer Anne Birgitte Nielsen                                   | Lars Pedersen Ann Nielsen                                          |
| 2014 2015 | Bo Sørensen              | Gitte Sommer            | Niels Kristensen Morten Aarup                                       | Dorte Steenberg Christina Balslev Rindshøj                           | Carsten Loesch Dorte Steenberg                                     |
| 2015 2016 | Gregers Schytt           | nicht ausgetragen       | Johnny Hast Hansen Claus Brixius                                    | Dorte Steenberg Christina Balslev Rindshøj                           | Carsten Loesch Dorte Steenberg                                     |
| 2016 2017 | Lars Klintrup, Lyngby BK | nicht ausgetragen       | Troels K. Dehli Mads Friborg, Kolding BK                            | Dorte Steenberg, Solrød Strand Christina Balslev Rindshøj, Lyngby BK | Lars Pedersen Ann Nielsen, Lillerød                                |
| 2017 2018 | Casper Lund, GUG         | nicht ausgetragen       | Morten Eilby Rasmussen, Langeskov BK Esben Kæmpegaard, Silkeborg BK | nicht ausgetragen                                                    | Morten Eilby Rasmussen, Langeskov BK Lene Struwe, Vejle            |
| 2018 2019 | Casper Lund, GUG         | nicht ausgetragen       | Morten Eilby Rasmussen, Langeskov BK Esben Kæmpegaard, Silkeborg BK | nicht ausgetragen                                                    | Morten Eilby Rasmussen, Langeskov BK Berit G. Jensen, Silkeborg BK |
| 2019 2021 | nicht ausgetragen        | nicht ausgetragen       | nicht ausgetragen                                                   | nicht ausgetragen                                                    | nicht ausgetragen                                                  |

## Die Titelträger O45
| Saison    | Herreneinzel                     | Dameneinzel                       | Herrendoppel                                          | Damendoppel                                                          | Mixed                                                   |
| --------- | -------------------------------- | --------------------------------- | ----------------------------------------------------- | -------------------------------------------------------------------- | ------------------------------------------------------- |
| 1992 1993 | Hans J. Jonassen                 | nicht ausgetragen                 | Mogens Nolsø Hans Henrik Svendsen                     | Ulla Strand Kirsten Jørgensen                                        | Morten Fredslund Anne-Marie Bagger                      |
| 1993 1994 | Per Dabelsteen                   | Solveig Holm Sørensen             | Torben Hasfeldt Torben Sørensen                       | Anne-Marie Bagger Lillian Pagh                                       | John Larsen Lis Rathsach                                |
| 1994 1995 | Per Dabelsteen                   | Solveig Holm Sørensen             | Søren Haldager Torben Sørensen                        | Jette Boyer Helle Guldborg                                           | Birthe Rathsach Jesper Helledie                         |
| 1995 1996 | Niels Erik Kofød                 | Solveig Holm Sørensen             | Lars Chemnitz Torben Sørensen                         | Jette Boyer Helle Guldborg                                           | Jette Boyer Henrik Andersen                             |
| 1996 1997 | Henrik Fahrenholz                | Lis Rathsach                      | Henrik Fahrenholz Henrik Andersen                     | Jette Boyer Helle Guldborg                                           | Anne-Marie Bagger Morten Fredslund                      |
| 1997 1998 | Henrik Fahrenholz                | Anne-Lise Pedersen                | Henrik Gundtoft Morten Fredslund                      | Hanne Gram Inge Ødum                                                 | Morten Fredslund Anne-Marie Bagger                      |
| 1998 1999 | Per Mikkelsen                    | Anne-Lise Pedersen                | Henrik Gundtoft Morten Fredslund                      | Hanne Gram Inge Ødum                                                 | Lis Rathsach John Larsen                                |
| 1999 2000 | Per Mikkelsen                    | Anne-Lise Pedersen                | Henrik Gundtoft Lars Chemnitz                         | Lis Rathsach Birthe Rathsach                                         | Lars Chemnitz Anne Skovgaard                            |
| 2000 2001 | Kim Busted                       | Anne-Lise Pedersen                | Ejnar Skovrup Kim Busted                              | Lis Rathsach Birthe Rathsach                                         | Birthe Rathsach Hans Olaf Birkholm                      |
| 2001 2002 | Kim Busted                       | Anne-Lise Pedersen                | Kim Busted Ejnar Skovrup                              | Birthe Rathsach Lis Rathsach                                         | Steen Fladberg Pia Gottschau                            |
| 2002 2003 | Jørn C. Nielsen                  | Anne-Lise Pedersen                | Per Mikkelsen Erik Lindeberg                          | Anne-Lise Pedersen Vibeke Dahl                                       | Steen Fladberg Pia Gottschau                            |
| 2003 2004 | Per Juul Ulrich                  | Tina Benzin                       | Ejnar Skovrup Per Jørgensen                           | Ellen Aagaard Pia Kruse                                              | Pia S. Jensen Finn S. Jensen                            |
| 2004 2005 | Per Juul Ulrich                  | Ellen Aagaard                     | Jesper Helledie Steen Fladberg                        | Ellen Aagaard Pia Kruse                                              | Annette Vollertzen Per Nygaard                          |
| 2005 2006 | Lars Kaack                       | Bente Bahrt                       | Jesper Helledie Steen Fladberg                        | Annette Vollertzen Hanne Adsbøl                                      | Per Nygaard Annette Vollertzen                          |
| 2007 2008 | Martin Qvist Olesen              | nicht ausgetragen                 | Jan Bertram Petersen Jesper Tolman                    | Helle Sjørring Nielsen Annette Vollertzen                            | Jesper Tolman Helle Sjørring Nielsen                    |
| 2008 2009 | Kim Brodersen                    | Karin Rosager                     | Kim Brodersen Per Juul Ulrich                         | Lone Hagelskjær Knudsen Jeanette Koldsø                              | Jesper Tolman Helle Sjørring Nielsen                    |
| 2009 2010 | Martin Qvist Olesen              | Lone Hagelskjær Knudsen           | Kim Brodersen Per Juul Ulrich                         | Grete Kragekjær Karin Fleischer Steffensen                           | Jan Sølyst Lise Kissmeyer                               |
| 2010 2011 | Martin Qvist Olesen              | nicht ausgetragen                 | Jesper Tolman Jan Bertram Petersen                    | Jeanette Koldsø Lone Hagelskjær Knudsen                              | Jan Bertram Petersen Helle Blomsterberg                 |
| 2011 2012 | Torben Agerup                    | Merete Ravn                       | Michael Kragekær Henrik From                          | Grete Kragekjær Charlotte Dew-Hattens                                | Jan Bertram Petersen Helle Blomsterberg                 |
| 2012 2013 | Geert Stryg                      | Lone Hagelskjær Knudsen           | Geert Stryg Bo Sørensen                               | Grete Kragekjær Charlotte Dew-Hattens                                | Bo Sørensen Helle Meincke                               |
| 2013 2014 | Jakob Østergaard                 | Alice Wolf                        | Geert Stryg Bo Sørensen                               | Grete Kragekjær Charlotte Dew-Hattens                                | Bo Sørensen Helle Meincke                               |
| 2014 2015 | Jakob Østergaard                 | nicht ausgetragen                 | Henrik Lykke Jean Christensen                         | Gitte Sommer Anne Birgitte Nielsen                                   | Bo Sørensen Karin Fleischer Steffensen                  |
| 2015 2016 | Morten Sikjær Nielsen            | nicht ausgetragen                 | Bo Sørensen Jakob Østergaard                          | Gitte Sommer Anne Birgitte Nielsen                                   | Bo Sørensen Gitte Sommer                                |
| 2016 2017 | Morten Sikjær Nielsen, Lyngby BK | nicht ausgetragen                 | Jens Eriksen, Hillerød Bo Sørensen, Hvidovre BC       | Gitte Sommer Anne Birgitte Nielsen, Hvidovre BC                      | Bo Sørensen Gitte Sommer, Hvidovre BC                   |
| 2017 2018 | Carsten Loesch, Holte BK         | Lone Hagelskjær Knudsen, Lillerød | Bo Sørensen, Hvidovre BC Jens Eriksen, Herlev/Hjorten | Dorte Steenberg, Solrød Strand Christina Balslev Rindshøj, Lyngby BK | Carsten Loesch, Holte BK Dorte Steenberg, Solrød Strand |
| 2018 2019 | Johnny Hast Hansen, Skovshoved   | nicht ausgetragen                 | Bo Sørensen, Hvidovre BC Jens Eriksen, Herlev/Hjorten | Dorte Steenberg, Solrød Strand Christina Balslev Rindshøj, Lyngby BK | Lars Steenberg Dorte Steenberg, Solrød Strand           |
| 2019 2021 | nicht ausgetragen                | nicht ausgetragen                 | nicht ausgetragen                                     | nicht ausgetragen                                                    | nicht ausgetragen                                       |

## Die Titelträger O50
| Saison    | Herreneinzel                      | Dameneinzel                       | Herrendoppel                                          | Damendoppel                                                 | Mixed                                                              |
| --------- | --------------------------------- | --------------------------------- | ----------------------------------------------------- | ----------------------------------------------------------- | ------------------------------------------------------------------ |
| 1992 1993 | Svend Brixen                      | Kirsten Kjærbye                   | Henning Borch Carl Bagge                              | Elvi Høyer Larsen Vibeke Brisson                            | Leif V. Hansen Tonny Holst-Christensen                             |
| 1993 1994 | Carsten Roug                      | nicht ausgetragen                 | Leif V. Hansen Bo Cramer                              | Elvi Høyer Larsen Vibeke Brisson                            | Flemming Steen Anne-Marie Bagger                                   |
| 1994 1995 | Poul Erik Thomsen                 | nicht ausgetragen                 | Hans Henrik Svendsen Bendt Rose                       | Kaya Garbrecht Grete Steenberg                              | Anne-Marie Bagger Flemming Steen                                   |
| 1995 1996 | Carsten Roug                      | nicht ausgetragen                 | Leif V. Hansen Bendt Rose                             | Lillian Pagh Anne-Marie Bagger                              | Anne-Marie Bagger Flemming Steen                                   |
| 1996 1997 | Jørgen Kjeldstrøm                 | nicht ausgetragen                 | Bendt Rose Leif V. Hansen                             | Birgit Dahl Ingelise Borelli                                | Anne-Marie Bagger Flemming Steen                                   |
| 1997 1998 | René Toft                         | Jette Hansen                      | Bendt Rose Leif V. Hansen                             | Jette Hansen Vibeke Bechtold                                | Torben Hansen Lillian Pagh                                         |
| 1998 1999 | Jørgen Kjeldstrøm                 | Jette Hansen                      | Søren Haldager Kurt Fals                              | Jette Hansen Vibeke Bechtold                                | Inger E. Petersen Kurt Fals                                        |
| 1999 2000 | Niels Erik Kofød                  | nicht ausgetragen                 | Søren Haldager Kurt Fals                              | Jette Boyer Helle Guldborg                                  | Søren Haldager Helle Guldborg                                      |
| 2000 2001 | Kurt Larsen                       | nicht ausgetragen                 | Søren Haldager Kurt Fals                              | Jette Boyer Helle Guldborg                                  | Helle Guldborg Søren Haldager                                      |
| 2001 2002 | Henrik Fahrenholz                 | nicht ausgetragen                 | Kurt Fals Søren Haldager                              | Jette Boyer Helle Guldborg                                  | Henrik Fahrenholz Lis Garhøj                                       |
| 2002 2003 | Kurt Larsen                       | Lis Rathsach                      | John Larsen Benny Petersen                            | Lis Rathsach Hanne Gram                                     | Søren Haldager Helle Guldborg                                      |
| 2003 2004 | Kurt Larsen                       | Lis Rathsach                      | Jeppe Jepsen Kurt Fals                                | Lis Garhøj Helle Guldborg                                   | Inge Ødum Per Mikkelsen                                            |
| 2004 2005 | Per Mikkelsen                     | Anne-Lise Pedersen                | Henrik Fahrenholz Jeppe Jepsen                        | Anne-Lise Pedersen Vibeke Dahl                              | Inge Ødum Per Mikkelsen                                            |
| 2005 2006 | Claus Andersen                    | Anne-Lise Pedersen                | Hans-Olaf Birkholm Claus Andersen                     | Hanne Nielsen Inge Ødum                                     | Jes Vingløv Susanne Berg                                           |
| 2007 2008 | Claus Andersen                    | Anne-Lise Pedersen                | Jesper Helledie Steen Fladberg                        | Hanne Nielsen Inge Ødum                                     | Tommy Lundquist Ellen Aagaard                                      |
| 2008 2009 | Per Juul Ulrich                   | nicht ausgetragen                 | Jesper Helledie Steen Fladberg                        | Pia Kruse Ellen Aagaard                                     | Tommy Lundquist Ellen Aagaard                                      |
| 2009 2010 | Per Juul Ulrich                   | Kate Koch                         | Jesper Helledie Steen Fladberg                        | Helle Buch Annette Vollertzen                               | Per Nygaard Annette Vollertzen                                     |
| 2010 2011 | Lars Kaack                        | Pernille Skjødt                   | Jesper helledie Steen Fladberg                        | Helle Buch Annette Vollertzen                               | Jesper Tolman Annette Vollertzen                                   |
| 2011 2012 | Lars Kaack                        | Lone Hagelskjær Knudsen           | Jesper Tolman Jan Bertram Petersen                    | Helle Buch Lone Hagelskjær Knudsen                          | Bo Elvers Gitte Schou                                              |
| 2012 2013 | Lars Kaack                        | nicht ausgetragen                 | Morten Christensen Martin Qvist Olesen                | Lone Hagelskjær Knudsen Helle Buch                          | Morten Christensen Jeanette Koldsø                                 |
| 2013 2014 | Henrik Madsen                     | nicht ausgetragen                 | Martin Qvist Olesen Morten Christensen                | Charlotte Frimodt Vallys Annette Vollertzen                 | Jesper Tolman Helle Sjørring Nielsen                               |
| 2014 2015 | Jakob Dahl                        | Lone Hagelskjær Knudsen           | Martin Qvist Olesen Morten Christensen                | Helle Buch Lone Hagelskjær Knudsen                          | Morten Christensen Grete Kragekjær                                 |
| 2015 2016 | Martin Vissing                    | Lone Hagelskjær Knudsen           | Martin Qvist Olesen Morten Christensen                | Lone Hagelskjær Knudsen Helle Buch                          | Jan Bertram Petersen Helle Blomsterberg                            |
| 2016 2017 | Jakob Dahl, Gentofte BK           | Pia Steffensen, Esbjerg ESG       | Peter Lewald, Gentofte BK Jacob Thygesen, Lyngby BK   | Grete Sahlertz Kragekjær Charlotte Dew-Hattens, Gentofte BK | Jesper Nielsen Pia Steffensen, Esbjerg ESG                         |
| 2017 2018 | Henrik Madsen, FKIF Frederiksberg | nicht ausgetragen                 | Lars Kaack Keld Søgård Jensen, Højbjerg BK            | Gitte Andersen, Holbæk Helle Meincke, Hvidovre BC           | Bo Sørensen, Hvidovre BC Karin Fleischer Steffensen, Solrød Strand |
| 2018 2019 | Kristian Hansen, Tuse Næs         | Lone Hagelskjær Knudsen, Lillerød | Henrik Jespersen, Lyngby BK Peter Arvedsen, Skovlunde | Gitte Andersen, Holbæk Helle Meincke, Hvidovre BC           | Jan Bertram Petersen Helle Blomsterberg, Helsinge                  |
| 2019 2021 | nicht ausgetragen                 | nicht ausgetragen                 | nicht ausgetragen                                     | nicht ausgetragen                                           | nicht ausgetragen                                                  |

## Die Titelträger O55
| Saison    | Herreneinzel                     | Dameneinzel           | Herrendoppel                                                     | Damendoppel                                                     | Mixed                                                |
| --------- | -------------------------------- | --------------------- | ---------------------------------------------------------------- | --------------------------------------------------------------- | ---------------------------------------------------- |
| 1992 1993 | Henning Jørgensen                | nicht ausgetragen     | Poul-Erik Nielsen Jesper Sandvad                                 | nicht ausgetragen                                               | Jørgen Jensen Vibeke Brisson                         |
| 1993 1994 | Ole Rasmussen                    | nicht ausgetragen     | Henning Jørgensen Henning Borch                                  | nicht ausgetragen                                               | Gunnar Høj Inge Nielsen                              |
| 1994 1995 | Bendt Rose                       | nicht ausgetragen     | Henning Borch Henning Jørgensen                                  | nicht ausgetragen                                               | Elvi Høyer Larsen Henning Borch                      |
| 1995 1996 | Bendt Rose                       | nicht ausgetragen     | Poul Nielsen Erling Jensen                                       | nicht ausgetragen                                               | Elvi Høyer Larsen Henning Borch                      |
| 1996 1997 | Bendt Rose                       | nicht ausgetragen     | Leif V. Hansen Lars Kure                                         | Vibeke Brisson Elvi Høyer Larsen                                | Elvi Høyer Larsen Leif V. Hansen                     |
| 1997 1998 | Bendt Rose                       | nicht ausgetragen     | Leif V. Hansen Søren Bjerring Knudsen                            | Jytte Sørensen Kaya Garbrecht                                   | Leif V. Hansen Elvi Høyer Larsen                     |
| 1998 1999 | Erling Jensen                    | nicht ausgetragen     | Leif V. Hansen Søren Bjerring Knudsen                            | Grete Steenberg Kaya Garbrecht                                  | Elvi Høyer Larsen Leif V. Hansen                     |
| 1999 2000 | Bendt Rose                       | Sonja Andersen        | Bendt Rose Hans Henrik Svendsen                                  | Grete Steenberg Kaya Garbrecht                                  | Leif V. Hansen Elvi Høyer Larsen                     |
| 2000 2001 | Jørgen Kjeldstrøm                | Inge Merete Ellingsøe | Gert Lazarotti Leif V. Hansen                                    | Jytte Sørensen Inger E. Petersen                                | Elvi Høyer Larsen Leif V. Hansen                     |
| 2001 2002 | Jørgen Kjeldstrøm                | nicht ausgetragen     | Klaus Kaagaard John Kirkebye                                     | Inger E. Nielsen Jytte Sørensen                                 | Kaj Duch Lis Olsen                                   |
| 2002 2003 | Svend Larsen                     | Inge Merete Ellingsøe | Bendt Rose Hans Henrik Svendsen                                  | Inger E. Nielsen Jytte Sørensen                                 | René Toft Irene Sterlie                              |
| 2003 2004 | Per Dabelsteen                   | nicht ausgetragen     | Søren Haldager John Kirkeby                                      | Irene Sterlie Inge May Hansen                                   | Anette Menø Kurt Fals                                |
| 2004 2005 | Erik Jochumsen                   | Irene Sterlie         | Per Dabelsteen Kurt Fals                                         | Irene Sterlie Inge May Hansen                                   | Anette Menø Kurt Fals                                |
| 2005 2006 | Kurt Larsen                      | Jette Nielsen         | Christian Hansen Arne Gjelstrup                                  | Irene Sterlie Inge May Hansen                                   | Steen Kjørbo Irene Sterlie                           |
| 2007 2008 | Per Mikkelsen                    | nicht ausgetragen     | Lars Chemnitz Claus Andersen                                     | nicht ausgetragen                                               | Christian Hansen Irene Sterlie                       |
| 2008 2009 | John Thrane                      | Anne-Lise Pedersen    | Christian Hansen Arne Gjelstrup                                  | nicht ausgetragen                                               | Erik Linneberg Anne-Lise Pedersen                    |
| 2009 2010 | Per Mikkelsen                    | Anne-Lise Pedersen    | Per Mikkelsen Jeppe Jepsen                                       | Helle Guldborg Lis Garhøj                                       | Christian Hansen Gitte Attle Rasmussen               |
| 2010 2011 | Per Mikkelsen                    | Anne-Lise Pedersen    | Ejnar Skovrup Kim Busted                                         | Hanne Nielsen Susanne Berg                                      | Ejnar Skovrup Susanne Berg                           |
| 2011 2012 | Per Mikkelsen                    | nicht ausgetragen     | Steen Fladberg Jesper Helledie                                   | nicht ausgetragen                                               | nicht ausgetragen                                    |
| 2012 2013 | Kim Busted                       | nicht ausgetragen     | Steen Fladberg Jesper Helledie                                   | Ellen Aagaard Birthe Bach                                       | Karsten Meier Ellen Aagaard                          |
| 2013 2014 | Per Juul Ulrich                  | nicht ausgetragen     | Jens Fuglsang Niels Groth                                        | Ellen Aagaard Birthe Bach                                       | Jesper Helledie Hanne Adsbøl                         |
| 2014 2015 | Per Juul Ulrich                  | nicht ausgetragen     | Thomas S. Nielsen Bo Elvers                                      | Annette Vollertzen Hanne Adsbøl                                 | Jesper Helledie Hanne Adsbøl                         |
| 2015 2016 | Per Juul Ulrich                  | nicht ausgetragen     | Thomas S. Nielsen Bo Elvers                                      | nicht ausgetragen                                               | Bo Elvers Gitte Schou                                |
| 2016 2017 | Jesper Tolman, Hvidovre BC       | nicht ausgetragen     | Jesper Tolman, Hvidovre BC Jan Bertram Petersen, Helsinge        | Lone Hagelskjær Knudsen Helle Buch, Lillerød                    | Jesper Tolman Helle Sjørring Tolman, Hvidovre BC     |
| 2017 2018 | Martin Quist Olesen, Højbjerg BK | nicht ausgetragen     | Jesper Tolman, Hvidovre BC Jan Bertram Petersen, Helsinge        | Lone Hagelskjær Knudsen Helle Buch, Lillerød                    | Morten Christensen, Gentofte BK Helle Buch, Lillerød |
| 2018 2019 | Martin Quist Olesen, Alheden     | nicht ausgetragen     | Henrik Madsen, FKIF Frederiksberg Jan Bertram Petersen, Helsinge | Lone Hagelskjær Knudsen, Lillerød Annette Vollertzen, Lyngby BK | Tonny Lilholm, Humlebæk Pernille Skjøt, Værløse      |
| 2019 2021 | nicht ausgetragen                | nicht ausgetragen     | nicht ausgetragen                                                | nicht ausgetragen                                               | nicht ausgetragen                                    |

## Die Titelträger O60
| Saison    | Herreneinzel                        | Dameneinzel           | Herrendoppel                                                     | Damendoppel                                                | Mixed                                                          |
| --------- | ----------------------------------- | --------------------- | ---------------------------------------------------------------- | ---------------------------------------------------------- | -------------------------------------------------------------- |
| 1992 1993 | Tommy Bune                          | nicht ausgetragen     | Poul-Erik Nielsen Poul Arne Buch                                 | nicht ausgetragen                                          | Poul-Erik Nielsen Inge Birgit Hansen                           |
| 1993 1994 | Ejnar Hansen                        | Grethe Mobeck         | Poul-Erik Nielsen Poul Arne Buch                                 | nicht ausgetragen                                          | Poul-Erik Nielsen Inge Birgit Hansen                           |
| 1994 1995 | Ejnar Hansen                        | nicht ausgetragen     | Ejnar Hansen Ole Hansen                                          | nicht ausgetragen                                          | Inge Birgit Hansen Poul-Erik Nielsen                           |
| 1996 1997 | Henning Jørgensen                   | nicht ausgetragen     | Henning Jørgensen Ole Schack                                     | nicht ausgetragen                                          | nicht ausgetragen                                              |
| 1997 1998 | Werner Larsen                       | nicht ausgetragen     | Henning Jørgensen Ole Schack                                     | nicht ausgetragen                                          | nicht ausgetragen                                              |
| 1998 1999 | Ove Pilgaard                        | nicht ausgetragen     | Henning Jørgensen Ole Schack                                     | nicht ausgetragen                                          | nicht ausgetragen                                              |
| 1999 2000 | Jørgen Iversen                      | nicht ausgetragen     | Jørgen Jensen Harris Hedeby                                      | nicht ausgetragen                                          | nicht ausgetragen                                              |
| 2000 2001 | Erling Jensen                       | nicht ausgetragen     | Erik Petersen Vagn Sandersen                                     | nicht ausgetragen                                          | nicht ausgetragen                                              |
| 2001 2002 | Erling Jensen                       | nicht ausgetragen     | nicht ausgetragen                                                | Solveig Bjørløw Lis Larsen                                 | Leif V. Hansen Elvi Høyer Larsen                               |
| 2002 2003 | Bendt Rose                          | Solveig Bjørløw       | Søren Bjerring Knudsen Leif V. Hansen                            | Birgit Ortmann Solveig Bjørløw                             | Leif V. Hansen Elvi Høyer Larsen                               |
| 2003 2004 | Bendt Rose                          | Sonja Andersen        | Bendt Rose Hans Henrik Svendsen                                  | Kaya Garbrecht Grete Steenberg                             | Elvi Høyer Larsen Leif V. Hansen                               |
| 2004 2005 | Søren B. Nielsen                    | nicht ausgetragen     | Leif V. Hansen Søren B. Nielsen                                  | Kaya Garbrecht Grete Steenberg                             | Elvi Høyer Larsen Leif V. Hansen                               |
| 2005 2006 | John Kirkebye                       | Sonja Andersen        | Leif V. Hansen Søren B. Nielsen                                  | Inger Nielsen Jytte Sørensen                               | Leif V. Hansen Elvi Høyer Larsen                               |
| 2007 2008 | Per Dabelsteen                      | nicht ausgetragen     | Per Dabelsteen John Kirkebye                                     | Inger Nielsen Jytte Sørensen                               | Knud Danielsen Inge May Hansen                                 |
| 2008 2009 | Per Dabelsteen                      | nicht ausgetragen     | Per Dabelsteen John Kirkeby                                      | Irene Sterlie Inge May Hansen                              | Gert Lazarotti Jena Andreasen                                  |
| 2009 2010 | Per Dabelsteen                      | Jette Nielsen         | Knud Danielsen Steen Adam Kiørboe                                | Irene Sterlie Jette Nielsen                                | Knud Danielsen Irene Sterlie                                   |
| 2010 2011 | Per Dabelsteen                      | Jette Preston Nielsen | Christian Hansen Arne Gjelstrup                                  | Irene Sterlie Jette Preston Nielsen                        | Christian Hansen Gitte Attle Rasmussen                         |
| 2011 2012 | Per Dabelsteen                      | Jette Nielsen         | Steen Adam Kiørboe Per Dabelsteen                                | Irene Sterlie Jette Nielsen                                | Christian Hansen Gitte Attle Rasmussen                         |
| 2012 2013 | Christian Hansen                    | Anne-Lise Pedersen    | Henrik Fahrenholz Jeppe Jepsen                                   | nicht ausgetragen                                          | Christian Hansen Gitte Attle Rasmussen                         |
| 2013 2014 | Søren Christensen                   | nicht ausgetragen     | Henrik Fahrenholz Jeppe Jepsen                                   | Anne-Lise Pedersen Vibeke Dahl                             | Christian Hansen Gitte Attle Rasmussen                         |
| 2014 2015 | Claus Andersen                      | nicht ausgetragen     | Claus Andersen Jesper Helledie                                   | nicht ausgetragen                                          | nicht ausgetragen                                              |
| 2015 2016 | Karsten Meier                       | nicht ausgetragen     | Per Mikkelsen Jeppe Jepsen                                       | nicht ausgetragen                                          | Karsten Meier Hanne Nielsen                                    |
| 2016 2017 | Karsten Meier (Lyngby BK)           | nicht ausgetragen     | Henrik Westborg (Hvidovre BC) Karsten Meier (Lyngby BK)          | nicht ausgetragen                                          | Karsten Meier (Lyngby BK) Hanne Nielsen (Hvidovre BC)          |
| 2017 2018 | Jesper Schou Nielsen (Holte BK)     | nicht ausgetragen     | Claus Andersen (Hillerød) Jesper Helledie (Hvidovre BC)          | nicht ausgetragen                                          | Jens Dall-Hansen (Vejle) Birte Bach (Vejle)                    |
| 2018 2019 | Per Juul Ulrich (Charlottenlund BK) | nicht ausgetragen     | Per Juul Ulrich, Charlottenlund BK Jesper Helledie (Hvidovre BC) | Helle Larsen (Gladsaxe Søborg) Hanne Nielsen (Hvidovre BC) | Jens Dall-Hansen (Vejle) Birte Bach (Vejle)                    |
| 2019 2021 | nicht ausgetragen                   | nicht ausgetragen     | nicht ausgetragen                                                | nicht ausgetragen                                          | nicht ausgetragen                                              |
| 2021 2022 | Lars Kaack (Højbjerg BK)            | nicht ausgetragen     | Jørgen Jepsen (Lyngby BK) Eric Præst (Lillerød BK)               | nicht ausgetragen                                          | Jan Petersen (Helsinge) Eva Hansen (Herlev/Hjorten)            |
| 2022 2023 | Martin Qvist (Alheden)              | nicht ausgetragen     | Jan Petersen (Helsinge) Morten Christensen (Slagelse)            | nicht ausgetragen                                          | Birger Steenberg (FKIF Frederiksberg) Lone Knudsen (Lyngby BK) |

## Die Titelträger O65
| Saison    | Herreneinzel                        | Dameneinzel       | Herrendoppel                                                                | Damendoppel                                                    | Mixed                                                               |
| --------- | ----------------------------------- | ----------------- | --------------------------------------------------------------------------- | -------------------------------------------------------------- | ------------------------------------------------------------------- |
| 1995 1996 | Ejnar Hansen                        | nicht ausgetragen | Ejnar Hansen                                                                | nicht ausgetragen                                              | Åse Ott Ole Hansen                                                  |
| 1996 1997 | Ejnar Hansen                        | nicht ausgetragen | Ejner Hansen Ole Hansen                                                     | nicht ausgetragen                                              | Aase Ott Ole Hansen                                                 |
| 1997 1998 | Kaj Aagård                          | nicht ausgetragen | Ejner Hansen Ole Hansen                                                     | nicht ausgetragen                                              | Poul-Erik Nielsen Inge Birgit Hansen                                |
| 1998 1999 | Ejner Hansen                        | nicht ausgetragen | Ejner Hansen Ole Hansen                                                     | nicht ausgetragen                                              | Ole Hansen Aase Ott                                                 |
| 2000 2001 | Ejner Hansen                        | nicht ausgetragen | Ejner Hansen Ole Hansen                                                     | nicht ausgetragen                                              | nicht ausgetragen                                                   |
| 2001 2002 | Jørgen Jensen                       | nicht ausgetragen | Henning Jørgensen Ole Schack                                                | nicht ausgetragen                                              | Knud Qvist Solveig Bjørløw                                          |
| 2002 2003 | Poul Nielsen                        | nicht ausgetragen | Jørgen Ravn Jørgen Jensen                                                   | nicht ausgetragen                                              | nicht ausgetragen                                                   |
| 2003 2004 | Werner Larsen                       | nicht ausgetragen | nicht ausgetragen                                                           | nicht ausgetragen                                              | nicht ausgetragen                                                   |
| 2004 2005 | Jørn Gilsaa                         | nicht ausgetragen | Birger Simonsen Jørgen Ravn                                                 | nicht ausgetragen                                              | nicht ausgetragen                                                   |
| 2005 2006 | Erling Jensen                       | nicht ausgetragen | nicht ausgetragen                                                           | nicht ausgetragen                                              | nicht ausgetragen                                                   |
| 2007 2008 | Erling Jensen                       | nicht ausgetragen | Jørgen Jæger Erling Jensen                                                  | nicht ausgetragen                                              | Søren B. Nielsen Elvi Høyer Larsen                                  |
| 2008 2009 | Erling Jensen                       | nicht ausgetragen | Leif V. Hansen Søren B. Nielsen                                             | nicht ausgetragen                                              | nicht ausgetragen                                                   |
| 2009 2010 | John Kirkebye                       | nicht ausgetragen | Leif V. Hansen Gert Lazarotti                                               | Hanne Grandby Tove Caspersen                                   | Jørgen Jæger Grete Steenberg                                        |
| 2010 2011 | John Kirkebye                       | nicht ausgetragen | Gert Lazarotti Knud Danielsen                                               | nicht ausgetragen                                              | Gert Lazarotti Kaya Garbrecht                                       |
| 2011 2012 | John Kirkeby                        | nicht ausgetragen | Knud Danielsen John Kirkeby                                                 | Grete Steenberg Kaya Garbrecht                                 | Leif V. Hansen Inge May Hansen                                      |
| 2012 2013 | Per Dabelsteen                      | nicht ausgetragen | Knud Danielsen Per Dabelsteen                                               | Ilse Langhorn Jena Andreasen                                   | Knud Danielsen Irene Sterlie                                        |
| 2013 2014 | Per Dabelsteen                      | nicht ausgetragen | nicht ausgetragen                                                           | Ilse Langhorn Jena Andreasen                                   | Knud Danielsen Irene Sterlie                                        |
| 2014 2015 | Per Dabelsteen                      | nicht ausgetragen | Knud Danielsen Torben Hansen                                                | Jette Nielsen Irene Sterlie                                    | Knud Danielsen Irene Sterlie                                        |
| 2015 2016 | Per Dabelsteen                      | nicht ausgetragen | Knud Danielsen Harry Skydsgaard                                             | Irene Sterlie Thea Gyldenøhr                                   | Knud Danielsen Irene Sterlie                                        |
| 2016 2017 | Per Dabelsteen (FKIF Frederiksberg) | nicht ausgetragen | Steen Kiorboe (Gladsaxe Søborg) Per Dabelsteen (FKIF Frederiksberg)         | Jette Nielsen (Nr. Lyndelse) Irene Sterlie (Gladsaxe Søborg)   | Arne Gjelstrup (Badminton Roskilde) Jette Nielsen (Nr. Lyndelse)    |
| 2017 2018 | Claus Andersen (Hillerød)           | nicht ausgetragen | Per Mikkelsen (Gentofte BK) Jeppe Jepsen (Badminton Roskilde)               | Jette Nielsen (Nr. Lyndelse) Irene Sterlie (Gladsaxe Søborg)   | Christian Hansen (Næstved) Gitte Rasmussen (6 kr. Ny Vest)          |
| 2018 2019 | Per Dabelsteen (FKIF Frederiksberg) | nicht ausgetragen | Svend Aage Slothuus (Lundtoft IF) Niels Aage Uttrup (Lundtoft IF)           | nicht ausgetragen                                              | Per Dabelsteen (FKIF Frederiksberg) Irene Sterlie (Gladsaxe Søborg) |
| 2019 2021 | nicht ausgetragen                   | nicht ausgetragen | nicht ausgetragen                                                           | nicht ausgetragen                                              | nicht ausgetragen                                                   |
| 2021 2022 | Karsten Meier (Lyngby BK)           | nicht ausgetragen | Karsten Meier (Lyngby BK) Henrik Westborg (Hvidovre BC)                     | nicht ausgetragen                                              | nicht ausgetragen                                                   |
| 2022 2023 | Karsten Meier (Lyngby BK)           | nicht ausgetragen | Bernt B. Christiansen (Solrød Strand) Lars Vagner Korsgaard (Solrød Strand) | Thea Gyldenøhr (Silkeborg BK) Anne-Lise Pedersen (Højbjerg BK) | nicht ausgetragen                                                   |

## Die Titelträger O70
| Saison    | Herreneinzel                        | Dameneinzel       | Herrendoppel                                                      | Damendoppel                                                  | Mixed                                                               |
| --------- | ----------------------------------- | ----------------- | ----------------------------------------------------------------- | ------------------------------------------------------------ | ------------------------------------------------------------------- |
| 2013 2014 | Jørgen Jæger                        | nicht ausgetragen | Jørgen Jæger Lars Kure                                            | nicht ausgetragen                                            | Jørgen Jæger Grete Steenberg                                        |
| 2014 2015 | Mads Kjærgaard Jepsen               | nicht ausgetragen | Lars Kure Jørgen Jæger                                            | nicht ausgetragen                                            | Jørgen Jæger Grete Steenberg                                        |
| 2016 2017 | Mads Kjærgaard Jepsen (Ulstrup BK)  | nicht ausgetragen | Mads Kjærgaard Jepsen (Ulstrup BK) Jørgen Jæger (Helsinge)        | nicht ausgetragen                                            | nicht ausgetragen                                                   |
| 2017 2018 | Per Dabelsteen (FKIF Frederiksberg) | nicht ausgetragen | Svend Aage Slothuus (Lundtoft IF) Niels Aage Uttrup (Lundtoft IF) | nicht ausgetragen                                            | Per Dabelsteen (FKIF Frederiksberg) Irene Sterlie (Gladsaxe Søborg) |
| 2018 2019 | Ole Krogh Mortensen (Silkeborg BK)  | nicht ausgetragen | Per Mikkelsen (Gentofte BK) Jeppe Jepsen (Hvidovre BC)            | Jette Nielsen (Nr. Lyndelse) Irene Sterlie (Gladsaxe Søborg) | Ole Krogh Mortensen (Silkeborg BK) Jette Nielsen (Nr. Lyndelse)     |
| 2019 2021 | nicht ausgetragen                   | nicht ausgetragen | nicht ausgetragen                                                 | nicht ausgetragen                                            | nicht ausgetragen                                                   |
| 2021 2022 | Christian Hansen (Nexø)             | nicht ausgetragen | Henrik Andersen (Værløse) Søren Fuursted (Værløse)                | Jette Nielsen (Nr. Lyndelse) Irene Sterlie (Gladsaxe Søborg) | Per Dabelsteen (FKIF Frederiksberg) Irene Sterlie (Gladsaxe Søborg) |
| 2022 2023 | Ole Krogh Mortensen (Silkeborg BK)  | nicht ausgetragen | Svend Aage Slothuus (Lundtoft IF) Fedder Asmussen (Lundtoft IF)   | nicht ausgetragen                                            | Christian Hansen (Nexø) Jette Nielsen (Nr. Lyndelse)                |

## Die Titelträger O75
| Saison    | Herreneinzel                        | Dameneinzel       | Herrendoppel      | Damendoppel       | Mixed             |
| --------- | ----------------------------------- | ----------------- | ----------------- | ----------------- | ----------------- |
| 2022 2023 | Per Dabelsteen (FKIF Frederiksberg) | nicht ausgetragen | nicht ausgetragen | nicht ausgetragen | nicht ausgetragen |